# Křivoklátsko beskyttet landskabsområde
Křivoklátsko beskyttet landskabsområde ( tjekkisk: Chráněná krajinná oblast Křivoklátsko   , normalt forkortet som Křivoklátsko PLA ) er et beskyttet landskabsområde  og biosfærereservat i Tjekkiet. Det ligger i den vestlige del af regionen   Centralbøhmen og en lille del af den nordøstlige Plzeň Region. Det meste af området hører til højlandet i Křivoklát-højlandet og ligger på begge breder af Berounka-floden.
Křivoklátsko PLA blev erklæret i 1978 for at beskytte et unikt område med en mosaik af artsrige levesteder, hovedsageligt store areal af tempereret løvfældende skov. På grund af dette faktum blev området inkluderet blandt UNESCOs biosfærereservater et år før det blev erklæret et beskyttet landskabsområde i 1977. Der er mange andre levesteder, såsom tørre stenstepper, der dækker toppen af nogle bakker. Området er også kendt for sin mangfoldige geologi, hovedsageligt proterozoiske vulkanske klipper og kambriske fossilrige skifer omkring landsbyen Skryje, som blev gjort berømt af Joachim Barrande. Křivoklátsko PLA dækker et område på 628 km2.
At et sådant velbevaret landskab ligger meget tæt på den tjekkiske hovedstad Prag skyldes, at Křivoklátsko har været tjekkiske kongers og fyrsters jagtområde siden middelalderen. Det beskyttede landskabsområde er opkaldt efter Křivoklát-slottet i den nordlige del af Křivoklátsko.